# Missoula Independent
Il Missoula Independent è un settimanale gratuito pubblicato a Missoula, negli Stati Uniti d'America.

## Storia
La rivista viene creata a Missoula (Montana) nel 1991, da Matt Gibson.

## Struttura editoriale
Il Missoula Independent pubblica giornalismo investigativo, analisi politiche, critiche musicali e della cultura locale. Il settimanale ha anche un calendario di eventi nell'area di Missoula. The Independent pubblica anche rubriche di livello nazionale, tra cui "News Quirks" di Roland Sweet, "Advice Goddess" di Amy Alkon, "Free Will Astrology" di Rob Brezsny, e diverse colonne locali. Il giornale pubblica anche la "Jonesin", un cruciverba ideato da Matt Jones e il fumetto This Modern World ideato da Tom Tomorrow. L'Independent ha una rubrica, The Best of Missoula, in cui i lettori possono scoprire i cibi, le usanze, i media e la cultura dell'area di Missoula.
Il Missoula Independest è il primo settimanale per diffusione nel Montana. Viene pubblicato ogni giovedì. Al 2012, aveva una diffusione cartacea di 19 000 copie in oltre 500 località.